# Die knallharten Fünf
Die knallharten Fünf (im englischen Original: S.W.A.T.) ist eine US-amerikanische Fernsehserie über die polizeiliche Spezialeinheit (englisch: Special Weapons and Tactics) einer fiktiven kalifornischen Stadt. In den USA wurde sie in 37 Episoden und zwei Staffeln von 1975–1976 auf ABC ausgestrahlt. In Deutschland wurden die 35 Episoden von 1992–1993 auf Pro 7 gezeigt.

## Handlung
Die Sondereinheit von Lieutenant Dan „Hondo“ Harrelson besteht aus ehemaligen Soldaten, die nur für besonders gefährliche Aufträge zum Einsatz kommen, bei denen normale Polizeibeamte nichts ausrichten können. Hierzu werden großkalibrige Waffen und Sprengstoffe eingesetzt. Die Sondereinheit fährt einen speziell ausgerüsteten und gepanzerten Wagen, mit dem sie zu ihren Einsätzen gelangen, die nicht selten direkt in der Feuerlinie liegen.

## Hintergrund
Die Fernsehserie war ein Ableger der ebenfalls von Leonard Goldberg und Aaron Spelling produzierten Serie California Cops – Neu im Einsatz. Die knallharten Fünf wurden nach 37 Folgen, von denen in Deutschland lediglich 35 gesendet wurden, eingestellt. Für die damalige Zeit galt die Serie als zu gewalttätig, zudem erreichte sie nicht die gewünschten Quoten. Mit der Titelmelodie der Serie hatten Rhythm Heritage 1976 einen Nummer-eins-Hit in den US-amerikanischen Billboard Hot 100.

## Adaptionen
Die Fernsehserie wurde in dem Film S.W.A.T. – Die Spezialeinheit (2002) mit Samuel L. Jackson als Hondo Harrelson adaptiert. Dort treten Steve Forrest als Fahrer und Rod Perry als Vater von „Deacon“ in Nebenrollen auf. Im Zusammenhang mit dem Film wurde die erste Staffel der Serie 2003 auf DVD veröffentlicht. Der Kinofilm erhielt mit S.W.A.T.: Firefight (2011) und S.W.A.T.: Unter Verdacht (2017) zwei Direct-to-DVD-Fortsetzungen.
Basierend auf der Serie wurde mit S.W.A.T von 2017 bis 2025 eine Neufassung beim Sender CBS mit Shemar Moore in der Hauptrolle als Hondo Harrelson ausgestrahlt. Diese kam auf 163 Episoden in 8 Staffeln. Mit S.W.A.T. Exiles wurde eine weitere Fortsetzung bestellt, in der Moore weiter als Hondo in der Hauptrolle verbleibt.

## Episodenliste

### Staffel 1
| Nr. (ges.) | Nr. (St.) | Deutscher Titel            | Originaltitel                 | Erstausstrahlung USA | Deutschsprachige Erstausstrahlung (D) | Regie          | Drehbuch                                                           |
| ---------- | --------- | -------------------------- | ----------------------------- | -------------------- | ------------------------------------- | -------------- | ------------------------------------------------------------------ |
| 1          | 1         | Freiwild                   | The Killing Ground            | 24. Feb. 1975        | 9. Jan. 1992                          | Harry Falk     | Rick Husky                                                         |
| 2          | 2         | Der falsche Prophet        | Coven Of Killers              | 3. März 1975         | 16. Jan. 1992                         | George McCowan | Skip Webster                                                       |
| 3          | 3         | Der Heckenschütze          | The Death Carrier             | 10. März 1975        | 23. Jan. 1992                         | Harry Falk     | Robert Hamner                                                      |
| 4          | 4         | Das Vorurteil              | Pressure-cooker               | 17. März 1975        | 30. Jan. 1992                         | George McCowan | Walter Black                                                       |
| 5          | 5         | Der Tochter des Kronzeugen | Hit Men                       | 24. März 1975        | 6. Feb. 1992                          | Harry Falk     | David P. Harmon                                                    |
| 6          | 6         | Der Kriegsheld             | Jungle War                    | 31. März 1975        | 13. Feb. 1992                         | George McCowan | Charles Eric Johnson                                               |
| 7          | 7         | Trick 17                   | Death Score                   | 7. Apr. 1975         | 20. Feb. 1992                         | Phil Bondelli  | Story: Larry Alexander Teleplay: Robert Hamner und Larry Alexander |
| 8          | 8         | Die Spur des Todes         | The Bravo Enigma              | 28. Apr. 1975        | 5. März 1992                          | Phil Bondelli  | Herb Bermann                                                       |
| 9          | 9         | Um Krone und Zepter        | Steel Plated Security Blanket | 5. Mai 1975          | 12. März 1992                         | George McCowan | Fred Freiberger                                                    |
| 10         | 10        | Drei Stunden zur Ewigkeit  | Omega One                     | 12. Mai 1975         | 19. März 1992                         | Earl Bellamy   | Phyllis White, Robert White und Wilton Denmark                     |
| 11         | 11        | Abschied für den Chef      | Blind Man’s Bluff             | 19. Mai 1975         | 26. März 1992                         | George McCowan | Walter Black                                                       |
| 12         | 12        | Die Münzsammlung           | Sole Survivor                 | 26. Mai 1975         | 2. Apr. 1992                          | Earl Bellamy   | Sean Baine                                                         |

### Staffel 2
| Nr. (ges.) | Nr. (St.) | Deutscher Titel           | Originaltitel              | Erstausstrahlung USA | Deutschsprachige Erstausstrahlung (D) | Regie              | Drehbuch                                                               |
| ---------- | --------- | ------------------------- | -------------------------- | -------------------- | ------------------------------------- | ------------------ | ---------------------------------------------------------------------- |
| 13         | 1         | Die Spur führt ins Wasser | Deadly Tide – Part 1       | 13. Sep. 1975        | 12. Apr. 1992                         | Gene Levitt        | Benjamin Masselink                                                     |
| 14         | 2         | Die Spur führt ins Wasser | Deadly Tide – Part 2       | 13. Sep. 1975        | 12. Apr. 1992                         | Gene Levitt        | Benjamin Masselink                                                     |
| 15         | 3         | Die Rache                 | Kill S.W.A.T.              | 20. Sep. 1975        | 23. Apr. 1992                         | George McCowan     | Robert Hamner                                                          |
| 16         | 4         | Händler des Todes         | Dealers In Death           | 27. Sep. 1975        | 9. Apr. 1992                          | George McCowan     | Story: L.T. Bentwood Teleplay: Robert Hamner                           |
| 17         | 5         | Der Plan des Teufels      | Time Bomb                  | 4. Okt. 1975         | 27. Feb. 1992                         | George McCowan     | Dick Nelson                                                            |
| 18         | 6         | Eine alte Rechnung        | The Vendetta               | 11. Okt. 1975        | 16. Apr. 1992                         | Bob Kelljan        | Robert I. Holt                                                         |
| 19         | 7         | Ein Schritt zu weit       | Criss-Cross                | 18. Okt. 1975        | 14. Mai 1992                          | Fernando Lamas     | Edward J. Lakso                                                        |
| 20         | 8         | Im Zwielicht              | Vigilante                  | 25. Okt. 1975        | 7. Mai 1992                           | Bruce Bilson       | Walter Black                                                           |
| 21         | 9         | Falsche Fährte            | Court House                | 1. Nov. 1975         | 21. Mai 1992                          | Don Weis           | Story: Jimmy Sangster Teleplay: Robert I. Holt                         |
| 22         | 10        | Aneinandergekettet        | Ordeal                     | 8. Nov. 1975         | 28. Mai 1992                          | Sutton Roley       | Charles Eric Johnson                                                   |
| 23         | 11        | Gefährliche Umgebung      | Strike Force               | 15. Nov. 1975        | 30. Apr. 1992                         | Sutton Roley       | Charles Eric Johnson                                                   |
| 24         | 12        | Erwachsen werden          | The Swinger                | 22. Nov. 1975        | 11. Juni 1992                         | Barry Crane        | Jack V. Fogarty                                                        |
| 25         | 13        | Mörderische Eitelkeit     | Terror Ship                | 29. Nov. 1975        | 18. Juni 1992                         | George McCowan     | Story: Robert I. Holt und S. Rodger Olenicoff Teleplay: Robert I. Holt |
| 26         | 14        | Brandstifter am Werk      | Murder By Fire             | 6. Dez. 1975         | 25. Juni 1992                         | William Crain      | John Monks junior                                                      |
| 27         | 15        | Der falsche Patient       | Silent Night, Deadly Night | 13. Dez. 1975        | 2. Juli 1992                          | Bruce Bilson       | Herb Bermann                                                           |
| 28         | 16        | Ein Leben auf der Flucht  | The Running Man – Part 1   | 24. Jan. 1976        | 5. Juli 1992                          | George McCowan     | Robert Hamner                                                          |
| 29         | 17        | Ein Leben auf der Flucht  | The Running Man – Part 2   | 24. Jan. 1976        | 5. Juli 1992                          | George McCowan     | Robert Hamner                                                          |
| 30         | 18        | Stunden der Angst         | Lessons In Fear            | 31. Jan. 1976        | 16. Juli 1992                         | Dick Moder         | Daniel B. Ullman                                                       |
| 31         | 19        | Der Millionenraub         | Deadly Weapons             | 21. Feb. 1976        | 4. Juni 1992                          | Reza Badiyi        | Robert I. Holt                                                         |
| 32         | 20        | Sie kamen aus Macao       | The Chinese Connection     | 28. Feb. 1976        | 26. Apr. 1993                         | Bruce Bilson       | George F. Slavin                                                       |
| 33         | 21        | Die Schakale              | Dragons and Owls           | 6. März 1976         | 9. Juli 1993                          | Bernard McEveety   | Bob Mitchell und Esther Mitchell                                       |
| 34         | 22        | Wettlauf mit der Zeit     | Any Second Now             | 13. März 1976        | 1. Mai 1993                           | Nicholas Colasanto | Edward J. Lakso                                                        |
| 35         | 23        | Gefährliche Erinnerungen  | Soldier on the Hill        | 20. März 1976        | 25. Apr. 1993                         | Bernard McEveety   | Bob Mitchell und Esther Mitchell                                       |
| 36         | 24        | Um Haaresbreite           | Dangerous Memories         | 27. März 1976        | 2. Mai 1993                           | Richard Benedict   | Robert Hamner                                                          |
| 37         | 25        | Luca im Kreuzfeuer        | Officer Luca, You’re Dead  | 3. Apr. 1976         | 3. Mai 1993                           | Bernard McEveety   | John Tomerlin                                                          |

## Synchronsprecher
Die Synchronisation der Serie wurde bei der Arena Synchron GmbH, Berlin unter der Dialogregie von Berndt Banach erstellt.
| Schauspieler  | Rollenname                | Synchronsprecher |
| ------------- | ------------------------- | ---------------- |
| Steve Forrest | Lt. Dan „Hondo“ Harrelson | Kurt Goldstein   |
| Rod Perry     | Sgt. David „Deacon“ Kay   | Raimund Krone    |
| Robert Urich  | Officer Jim Street        | Detlef Bierstedt |
| Mark Shera    | Officer Dominic Luca      | Stefan Fredrich  |
| James Coleman | Officer T.J. McCabe       | Bodo Wolf        |